# Lasianthus xanthospermus
Lasianthus xanthospermus är en måreväxtart som beskrevs av Karl Moritz Schumann. Lasianthus xanthospermus ingår i släktet Lasianthus och familjen måreväxter. Inga underarter finns listade i Catalogue of Life.